# نظریه نقش‌گیری
نظریه نقش‌گیری یا نظریه نقش‌پذیری (به انگلیسی: Role-taking theory) (یا دیدگاه‌گیری اجتماعی) مفهومی روان‌شناختی-اجتماعی است که یکی از مهم‌ترین عوامل در تسهیل شناخت اجتماعی در کودکان، توانایی رو به رشد در درک احساسات و دیدگاه‌های دیگران و توانایی‌ای که در نتیجه کلیات رشد شناختی ظاهر می‌شود را توضیح می‌دهد. بخشی از این فرایند مستلزم آن است که کودکان متوجه شوند که دیدگاه‌های دیگران ممکن است با دیدگاه آنها متفاوت باشد. توانایی ایفای نقش شامل درک جنبه‌های شناختی و عاطفی (به عنوان مثال مربوط به حالات، عواطف و نگرش‌ها) از دیدگاه شخص دیگر است و با دیدگاه ادراکی که توانایی تشخیص دیدگاه بصری شخص دیگر از دیدگاه فرد دیگر از محیط است، متفاوت است. علاوه بر این، اگرچه با اینکه برخی شواهد مختلط در مورد این موضوع موضوع وجود دارد، به نظر می‌رسد نقش آفرینی و دیدگاه ادراکی از نظر عملکردی و رشدی مستقل از یکدیگر باشند.
رابرت سلمن به دلیل تأکید بر اهمیت این نظریه در زمینه رشد شناختی مورد توجه قرار گرفته‌است. او استدلال می‌کند که توانایی ایفای نقش بالغ و کامل به ما امکان می‌دهد بهتر درک کنیم که چگونه اعمالمان بر دیگران تأثیر می‌گذارد، و اگر نتوانیم توانایی ایفای نقش را توسعه دهیم، مجبور خواهیم شد به اشتباه قضاوت کنیم که دیگران صرفاً به نتیجه عوامل خارجی رفتار می‌کنند. یکی از مشارکت‌های سلمن به این نظریه، ساخت «نظریه ای رشدی دربارهٔ نقش‌گیری» مبتنی بر شواهد تجربی بوده‌است.
تحقیقات شناختی اجتماعی در مورد افکار کودکان در مورد دیدگاه‌های دیگران و همچنین احساسات و رفتارهای دیگران به عنوان یکی از بزرگ‌ترین حوزه‌های تحقیق در این زمینه ظاهر شده‌است. نظریه نقش‌پذیری می‌تواند پایه‌ای نظری را فراهم کند که این پژوهش بتواند بر آن تکیه کنند و بر آن هدایت شوند و روابط و کاربردهایی با نظریه‌ها و موضوعات متعدد دیگر داشته باشند.